# Demóna: A sötétség úrnője
A Demóna: A sötétség úrnője (eredeti cím: Maleficent: Mistress of Evil) 2019-ben bemutatott amerikai fantasy-kalandfilm, melyet Joachim Rønning rendezett, Linda Woolverton, Micah Fitzerman-Blue és Noah Harpster forgatókönyvéből. Ez a folytatása a 2014-ben bemutatott Demóna című filmnek. A főszereplő Angelina Jolie visszatér a címszerepben. Elle Fanning, Sam Riley, Imelda Staunton, Juno Temple és Lesley Manville visszatérnek korábbi szerepeikbe. Harris Dickinson helyettesíti Brenton Thwaites-t az első filmből, Chiwetel Ejiofor, Ed Skrein és Michelle Pfeiffer pedig új szereplők.
A film bemutatója az Egyesült Államokban 2019. október 18-én, míg Magyarországon egy nappal korábban, 2019. október 17-én – a Fórum Hungary forgalmazásában – volt.

## Cselekmény
|  | Alább a cselekmény részletei következnek! |

Fülöp herceg megkéri Aurora kezét, és ő „igent” mond. Amikor Aurora elmondja a házassági szándékát Fülöp herceggel, Demóna elutasítja, mert Ulstead királysága Demónát gonosz boszorkánynak tartja. Aurora azonban ragaszkodik a házasodási szándékához.
János király, Fülöp herceg apja békét szeretne a két királyság között, ezért örül a házasság ötletének, Ingrith királynő azonban (Fülöp herceg anyja) titokban háborút készít elő, a kastély rejtett műhelyeiben fegyverek és lövedékek készülnek.
Fülöp herceg szülei meghívják Aurorát és Demónát vendégségbe. Ingrith királynő sértegeti Demónát, amikor elmeséli, hogyan átkozta meg Aurorát Demóna, de elfelejti megemlíteni, hogyan próbálta Demóna önfeláldozó módon feloldani az átkot, és hogy közben megszerette Aurorát. Megemlíti, hogy a királyságban két orvvadászt holtan találtak az erdőben, és ezzel Demónát keveri gyanúba. Amikor Ingrith azt mondja, hogy „Aurorának ő a saját anyja szeretne lenni, mert neki sohasem volt”, Demóna haragra gerjed, és mágikus energiákat szabadít fel. János király eszméletét veszti és mély álomba merül, erre Ingrith királynő azzal vádolja Demónát, hogy ő átkozta el. Demóna tagadja ezt, de még Aurora sem hisz neki. Fülöp herceg arra kéri anyját, hogy egy csókkal ébressze fel az apját, ő azonban csak ímmel-ámmal tesz ennek eleget, közben azt suttogja a férje fülébe: „Békét akartál, most pihenj békében örökre”. 
Demóna kirepül az ablakon és a tenger felé veszi az irányt.
Ingrith jobbkeze, Gerda egy toronyból egy jól előkészített fegyverből lövést ad le Demónára, eltalálja a lábán, és Demóna a tengerbe zuhan. Egy rejtélyes repülő lény azonban kiemeli a tengerből és magával viszi.
Demóna egy barlangban tér magához, ahol hozzá hasonló repülő lényeket talál. Néhányan támadást akarnak intézni az emberek ellen, mások ezt elutasítják, mivel az emberek számbeli fölényben vannak és a fegyvereik is jobbak.
Eközben a másik királyság békés lényeit meghívják az esküvőre.
A szárnyas lények támadást indítanak a kastély ellen, azonban először nagy veszteségek után vissza kell vonulniuk.
Aurora felfedezi, hogy János királyt Ingrith taszította álomba Demóna tűjével. Ingrith bevallja Aurorának az indítékait, amik idáig vezettek, és úgy véli, hogy erre csak egy nagy háború a megoldás. Az esküvőre érkező lények csapdába kerülnek a kastély templomában, ahol mérgező, bíbor színű gázt bocsát rájuk Gerda, miközben az orgonán játszik.
A szárnyas lények újabb támadást indítanak, erre a katonák bíbor színű gázbombákat lőnek rájuk. Ekkor Demóna is beavatkozik a harcba és mágikus erejével harcképtelenné teszi sokukat. Majdnem sikerül Ingrith-et is megölnie, de Aurora közbeavatkozik, és nem engedi. Ingrith kihasználja a pillanatnyi előnyt, és egy nyílpuskával lelövi Demónát, aki apró hamupernyékre foszlik szét. Aurora megdöbben, és ahogy sírásra fakad, a könnyei a pernyékre hullanak, azokból pedig Demóna feltámad, mint fekete főnixmadár.
Ingrith letaszítja Aurorát a toronyból, Demóna azonban a mélybe veti magát és megmenti a lányát, mielőtt az a földbe csapódna.
Fülöp herceg a harctérré vált kastély kertjében békét hirdet a szárnyas lények és az emberek között, és visszarendeli a katonákat a harcból.
Demóna visszaváltozik korábbi alakjába, és áldását adja Aurora és Fülöp herceg házasságára.
Ingrith rejtetten dolgozó lényei előmerészkednek és átadják Demónának azt a régi orsót, aminek tűjével annak idején Demóna álomba merítette Aurorát, és most Ingrith János királyt. Demóna megsemmisíti az orsót, mire János király felébred mély álmából.
Ingrith menekülne, de Demóna büntetésből kecskévé változtatja.
Aurora és Fülöp összeházasodnak. Demóna visszatér a szárnyas lények birodalmába és a kisebbeket repülni tanítja. Megígéri, hogy a keresztelőre visszatér.
|  | Itt a vége a cselekmény részletezésének! |

## Szereposztás
| Szereplő                             | Színész           | Magyar hang    |
| ------------------------------------ | ----------------- | -------------- |
| Demóna                               | Angelina Jolie    | Orosz Helga    |
| Aurora hercegnő, Demóna nevelt lánya | Elle Fanning      | Laudon Andrea  |
| Ingrith királynő, Fülöp herceg anyja | Michelle Pfeiffer | Kovács Nóra    |
| Conall                               | Chiwetel Ejiofor  | Király Adrián  |
| Holló, Demóna segédje                | Sam Riley         | Csőre Gábor    |
| Borra                                | Ed Skrein         | Szatory Dávid  |
| Tüsténdér                            | Imelda Staunton   | Zsurzs Kati    |
| Csivitér                             | Juno Temple       | Sallai Nóra    |
| Röppendér                            | Lesley Manville   | Vándor Éva     |
| Fülöp herceg                         | Harris Dickinson  | Czető Roland   |
| János király, Fülöp herceg apja      | Robert Lindsay    | Horányi László |
| Talpnyalász                          | Warwick Davis     | Szokol Péter   |
| Percival                             | David Gyasi       | Papp Dániel    |
| Gerda                                | Jenn Murray       | Csifó Dorina   |
| Shrike                               | Judith Shekoni    | Solecki Janka  |
| Udo                                  | Miyavi            | Molnár Levente |
| Ini                                  | Kae Alexander     | Csuha Bori     |

## A film készítése
A 2014 májusában megjelenő első film után Jolie kijelentette, hogy folytatni fogják. A projektet hivatalosan a következő júniusban jelentették be, Jolie pedig 2016 áprilisában írt alá. Rønninget, aki a A Karib-tenger kalózai: Holtak kincse című filmet is rendezte, 2017 októberében választották a film rendezőjének, a szereplők nagy részét 2018 májusában adták hozzá a stábhoz vagy erősítették meg szerepüket és az adott hónapban megkezdődött a forgatás egészen augusztusig. A treaser trailer 2019. május 13-án jelent meg, valamint az első hivatalos előzetes pedig július 8-án.